# Братята руси при Свищов
Братята руси при Свищов е военен марш създаден от Николай Братанов през 1965 година, докато е бил диригент на Софийската опера и балет. Маршът често се изпълнява по време на патриотични мероприятия и официални празници в България. Маршът включва мотиви от известната песен „Сам юнак си кон извожда“. Маршът е част от албума „Маршове за духов оркестър от Николай Братанов“.
Според дъщерята на Николай Братанов името на марша по идея на баща му е трябвало да бъде „Свищов 1877 г. – 1878 г.“, но заради режима се е утвърдило името Братята руси при Свищов.